# طواف لومبارديا 2011
طواف لومبارديا 2011 (بالإيطالية: 2011 Giro di Lombardia)‏ هو سباق دراجات هوائية أقيم بتاريخ أكتوبر 15، تكون السباق من مرحلة واحدة وامتدّ لمسافة 241 كم بسرعة 38.049 كم/س، استغرق السباق 6 ساعة 20 دقيقة 02 ثانية. فاز به السويسري أوليفر زاوغ وحلّ ثانيا الأيرلندي دان مارتن بينما حصل على المركز الثالث الإسباني خواكيم رودريغيث.

## الترتيب
| م                     | الدرّاج          | البلد           | الزمن                    |
| --------------------- | --------------- | --------------- | ------------------------ |
| الفائز بالترتيب العام | أوليفر زاوغ     | سويسرا          | 6 ساعة 20 دقيقة 02 ثانية |
| الثاني                | دان مارتن       | جمهورية أيرلندا |                          |
| الثالث                | خواكيم رودريغيث | إسبانيا         |                          |